# Žitorađa
Žitorađa (cyr. Житорађа) – wieś w Serbii, w okręgu toplickim, siedziba gminy Žitorađa. W 2011 roku liczyła 3370 mieszkańców.